# Kaspar Höpfner
Kaspar Höpfner (auch Casparus Hoepffner; * 14. April 1683 in Neustadt an der Saale; † 7. Dezember 1756) war von 1721 bis 1751 Prior des Kartäuserklosters im fränkischen Astheim.

## Das Kloster vor Höpfner
Die Kartause Astheim erlebte in der ersten Hälfte des 18. Jahrhunderts ihre letzte Blüte. Nach dem Dreißigjährigen Krieg waren die meisten Gebäude zerstört und der Konvent bestand nur aus wenigen Mönchen. Insbesondere unter dem Prior Georg Möring begann der Wiederaufbau. Möring ließ das heute noch bestehende Prioratsgebäude errichten und auch der Verbindungsbau zwischen Kirche und Amtsgebäude entstand während seiner Regierungszeit. Im Jahr 1695 begehrten die Klosteruntertanen gegen die Mönche auf, die „Astheimer Rebellion“ musste gewaltsam niedergeschlagen werden.

## Leben
Kaspar Höpfner wurde am 14. April 1683 in der würzburgischen Amtsstadt Neustadt an der Saale geboren, die, ebenso wie die Kartause Astheim, Teil des Hochstifts Würzburg war. Über die Familie des späteren Priors ist nichts bekannt, wahrscheinlich besuchte Höpfner die Lateinschule in seiner Geburtsstadt. Erstmals ist er im Jahr 1706 als Mönch in der Kartause Astheim nachgewiesen, wobei unklar ist, wie er hierher gelangte. Die Profeß des jungen Kaspar erfolgte unter dem Prior Georg Möring, der insgesamt 16 Novizen selbst ausbildete.
Höpfner stieg in dem kleinen Konvent schnell auf und wurde 1706 bereits Sakristan. Nur drei Jahre später machten ihn die Mönche zu ihrem Vikar. Gleichzeitig wurde er Prokurator. Im Jahr 1717 wurde Höpfner bereits als Coadjutor des Priors Bernardus II. genannt. Er war also bereits mit der Verwaltung des Klosters befasst. Am 21. Oktober 1721 wurde er zum Prior ernannt. In einer Quelle aus dem Jahr 1725 wurde Höpfner als „Prior und des Orts gnädig Befehlende Obrigkeit“ bezeichnet.
Bereits 1723 begann man das Innere der Klosterkirche zu barockisieren. Der heute noch bestehende Aufsatz wurde an das Chorgestühl angefügt und der Hochaltar entstand. Im Jahr 1735 hielt der Speyerer Fürstbischof Damian Hugo von Schönborn Exerzitien im Kloster ab und wertete den Konvent mit seiner Anwesenheit auf. In die Amtszeit des Kaspar Höpfner fielen auch mehrere Missernten. Allerdings konnte 1748 auch eine sehr gut Weinernte eingefahren werden.
Der Prior nahm viele Professen auf, darunter den Geschichtsschreiber Augustin Fleischmann, der ein Werk über die Kartause verfasste. Höpfner war für seine Barmherzigkeit bekannt, die er den Bedürftigen und Armen entgegenbrachte. Anders als viele seiner Vorgänger resignierte der Prior 1751 auf das Amt, eventuell waren hierfür gesundheitliche Gründe ausschlaggebend. Wahrscheinlich lebte Höpfner in der Folgezeit als einfacher Mönch innerhalb des Konvents und starb am 7. Dezember 1756. Er wurde in der größeren der beiden Klosterkapellen bestattet.